# Mariabosch
Mariabosch is de naam van een voormalig klooster te Baexem, gelegen aan Lindelaan 8.
Dit klooster werd eind 19e eeuw gesticht door Duitse Jezuïeten die, ten gevolge van de Kulturkampf, uit Duitsland verdreven werden. In 1918 werd het overgenomen door de Missiezusters Dienaressen van de Heilige Geest. In dit klooster kregen de novicen een opleiding en werden daarna hetzij uitgezonden naar de missiegebieden, hetzij ingezet in het eigen land bij ziekenzorg en onderwijs.
In 1934 werd een kapel bijgebouwd en ook in 1955 werd het complex nog met een vleugel uitgebreid. Hierdoor ontstond een complex in verschillende stijlen. Het wordt omringd door een park.
In 2010 verlieten de zusters voorgoed het gebouwencomplex en verhuisden naar Uden. Het werd daarop verkocht aan een projectontwikkelaar. Sloop dreigde maar er kwamen in 2014 plannen voor woningen en een zorghuis in een deel van het klooster, waarbij het klooster ook gerestaureerd zou worden. De kloostertuin wordt omgevormd tot een openbaar wandelgebied.